# 天市左垣七
天市左垣七 （巨蛇座θ ，縮寫θ Ser），也稱為徐，是在巨蛇座的三合星。
它包含被稱為巨蛇座θ的聯星對 巨蛇座θ AB組成，這兩顆恆星分別被稱為巨蛇座θ1或巨蛇座θ A，和巨蛇座θ2或巨蛇座θ B，連同第三顆視雙星 巨蛇座θ C。
根據依巴谷任務測量恆星視差的結果，巨蛇座θ AB距離太陽約為160光年，巨蛇座θ C約為86光年。

## 名稱
巨蛇座θ (拉丁文是Theta Serpentis) 是在拜耳命名法系統下的名稱；巨蛇座θ¹和θ²是系統中最亮的兩顆成員。這兩顆星的組合也可以標示為巨蛇座θ AB和巨蛇座θ C，並且在通過國際天文學聯合會（IAU）認可的華盛頓多樣性目錄（WMC，Washington Multiplicity Catalog）中的多星系統將AB這二個的組合標示為巨蛇座θ A和巨蛇座θ B。
這個系統的傳統名稱源自阿拉伯語的الية，是Alya或Alga，意思是脂肪尾巴（綿羊的）。在 2016年，國際天文學聯合會的恆星名稱工作組（WGSN） 標準化恆星目錄和正確的名稱。在2016年8月核定巨蛇座θ¹的名稱是"Alya"，並列入國際天文學聯合會核准的恆星名單。
在Calendarium的恆星目錄中，這顆星被稱為Al Achsasi al Mouakket，並被指定為Dzaneb al Haiyet，翻譯成拉丁語是Cauda Serpentis，意思就是蛇的尾巴。
在中國，這顆恆星屬於星官天市左垣 ，意思是天上市場左邊的城牆，也是中國舊有的11個諸侯屬地之一。天市左垣包含的恆星有巨蛇座η、武仙座δ、武仙座λ、武仙座μ、武仙座ο、武仙座112、蛇夫座η、寶瓶座ζ、巨蛇座θ1、蛇夫座ν和蛇夫座ξ。因此，巨蛇座θ1被稱為天市左垣七 ()，意思是天上市場左側第七顆恆星，對應於徐這個地區。

## 性質
巨蛇座θ1和θ2這兩顆星都是白色的A-型主序矮星。θ1的視星等為+4.62等；θ2稍微暗一點，視星等為+4.98等。這兩顆星在天空上相距22角秒，相當於相距900天文單位，而軌道週期至少是14,000年。這兩顆星在各方面都很相似，光度分別是太陽的13倍和18倍，半徑大約都是太陽的兩倍，質量也是2倍太陽質量。兩顆星的表面溫度是8,000K。
巨蛇座θ C是一顆黃色的G-型星，視星等為+6.71等。它與θ2相隔7角分。

## 外部連結
- Alya